# ボルサーリ門

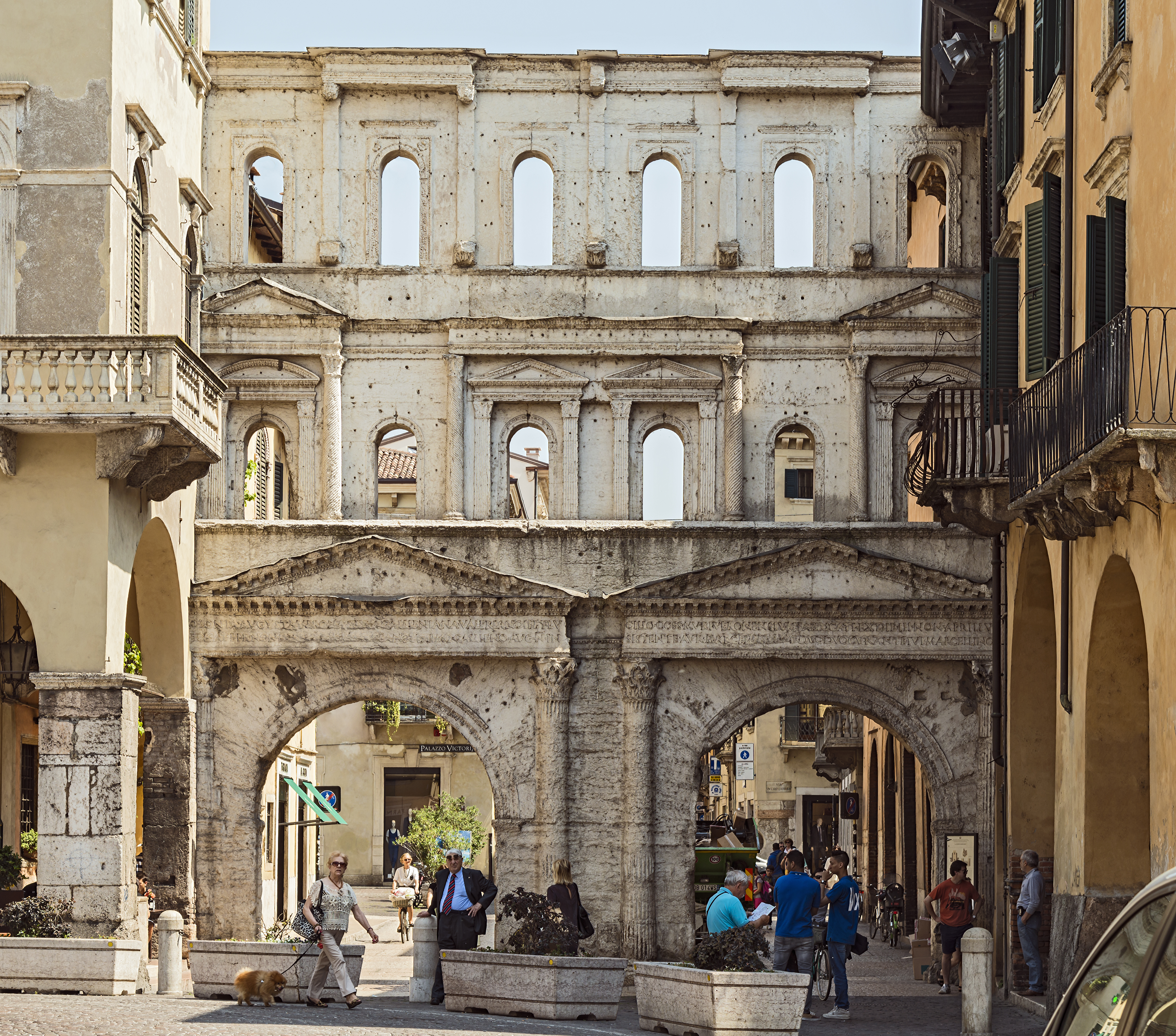
ボルサーリ門

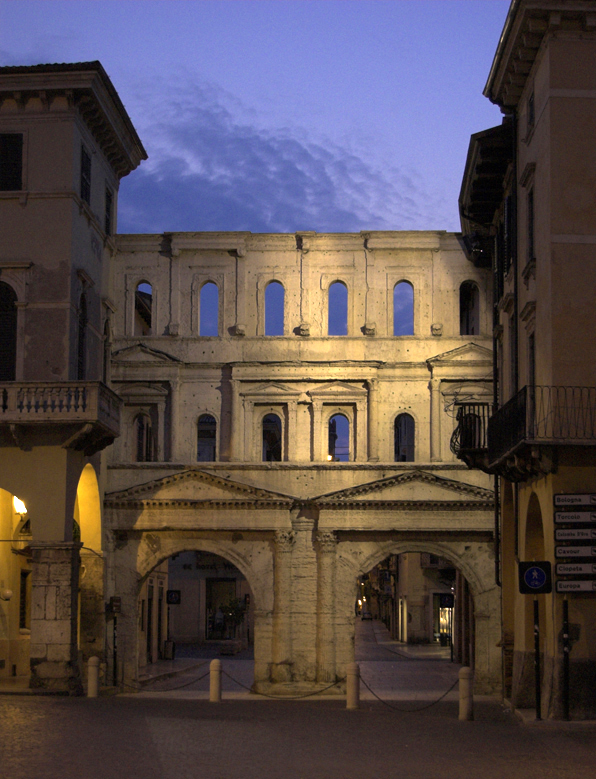
ボルサーリ門

ボルサーリ門（イタリア語: Porta Borsari）は、イタリアのヴェローナにある古代ローマ時代の門。ポストゥミア街道が市街地に入る地点に、紀元前1世紀に造られたと考えられている。門に刻まれた碑文によれば、1世紀に建て替えられたとされる。付近にあったとされるユピテルを祀る祠に因んで、古代ローマ時代の呼び名はユーピテル門（ラテン語: Porta Iovia）であり、中世になりこの門が徴税場所であったことから「徴税」を表すbursariiが転じてボルサーリ門と呼ばれるようになる。門は白大理石で造られ、道路部分はコリント式の円柱で支えられた装飾エンタブラチュアを持つ2つのアーチ開口部となっている。かつては現在の門の市街地側に長方形の中庭と、市街地側の内門を備えた大きな城門施設であった。
門の旧市街側はボルサーリ門通り（Corso Porta Borsari）で、古代ローマ時代のデクマヌス・マクシムス。市外側はカヴール通り（Corso Cavour）となっている。

## 碑文
エンタブラチュア部分に刻まれた碑文 (CIL, V, 3329)
(左1行目) COLONIA AVGVSTA VERONA NOVA CALLIENIANA VALERIANO U ET LV
(右1行目) CILIO COSS MVRI VERONENSIVM FABRICATI EX DIE III NON APRIUVJ
(左2行目) DEDICATI PR NON DEC lVBENTE SANCTISSIMO GALLIENO AVC NI IN
(右2行目) SISTENTE AVR WIARCELLINO V P DVC DVC CVRANTEIVL MARCELLINO

## アクセス
- ATVバス（市バス） Via Diazバス停が至近
- ヴェローナ・ポルタ・ヌオーヴァ駅の北東約1.6km